# Аруба на летних Олимпийских играх 2012
Аруба принимала участие в летних Олимпийских играх 2012 года, которые проходили в Лондоне (Великобритания) с 27 июля по 12 августа, где её представляли 4 спортсмена в трёх видах спорта. На церемонии открытия Олимпийских игр флаг Арубы нёс пловец Жемаль ле Гранд, а на церемонии закрытия — дзюдоист Джейми Мата.
На летних Олимпийских играх 2012 Аруба вновь не сумела завоевать свою первую олимпийскую медаль. Все спортсмены Арубы впервые принимали участие в Олимпийских играх.

## Состав и результаты

### Дзюдо
Джейми Мата не принимал участие в первом раунде. В 1/16 финала Мата проиграл испанцу Сугои Уриарте со счётом 0000:0100.
Мужчины
| Соревнование | Спортсмены  | 1/32 финала        | 1/16 финала               | 1/8 финала           | Четвертьфинал        | Полуфинал            | Финал                | Место |
| Соревнование | Спортсмены  | Соперник Результат | Соперник Результат        | Соперник Результат   | Соперник Результат   | Соперник Результат   | Соперник Результат   | Место |
| ------------ | ----------- | ------------------ | ------------------------- | -------------------- | -------------------- | -------------------- | -------------------- | ----- |
| до 66 кг     | Джейми Мата | Не участвовал      | ESPС. Уриарте П 0000:0100 | Завершил выступление | Завершил выступление | Завершил выступление | Завершил выступление | 17    |

### Плавание
Мужчины
| Соревнование              | Спортсмены      | Отборочный раунд | Отборочный раунд | Полуфинал            | Полуфинал            | Финал                | Финал                |
| Соревнование              | Спортсмены      | Результат        | Место            | Результат            | Место                | Результат            | Место                |
| ------------------------- | --------------- | ---------------- | ---------------- | -------------------- | -------------------- | -------------------- | -------------------- |
| 100 метров вольным стилем | Жемаль ле Гранд | 51,86            | 40               | Завершил выступление | Завершил выступление | Завершил выступление | Завершил выступление |

Женщины
| Соревнование              | Спортсмены            | Отборочный раунд | Отборочный раунд | Полуфинал             | Полуфинал             | Финал                 | Финал                 |
| Соревнование              | Спортсмены            | Результат        | Место            | Результат             | Место                 | Результат             | Место                 |
| ------------------------- | --------------------- | ---------------- | ---------------- | --------------------- | --------------------- | --------------------- | --------------------- |
| 800 метров вольным стилем | Даниэлла ван ден Берг | 9:23,21          | 34               | Завершила выступление | Завершила выступление | Завершила выступление | Завершила выступление |

### Тяжёлая атлетика
Мужчины
| Соревнование | Спортсмены   | Рывок     | Рывок | Толчок    | Толчок | Всего | Место |
| Соревнование | Спортсмены   | Результат | Место | Результат | Место  | Всего | Место |
| ------------ | ------------ | --------- | ----- | --------- | ------ | ----- | ----- |
| свыше 105 кг | Карл Энрикес | 122       | 19    | 160       | 18     | 282   | 18    |